# El Llobregat
El Llobregat es una revista mensual gratuita especializada en información local y comarcal del Bajo Llobregat y Hospitalet de Llobregat. Tiene la sede de la redacción a San Baudilio de Llobregat. La revista se publica en catalán y en castellano, y se difunde encartada con el diario La Vanguardia.

## Historia

### Antecedentes
En los años ochenta, en plena competencia con el diario El País, El Periódico de Catalunya descubrió la necesidad de informar a los lectores sobre los hechos más relevantes de sus localidades y comarcas de una manera más próxima. El Periódico, decidió lanzar una serie de ediciones locales y comarcales, entre ellas El Periódico del Llobregat, una edición para el Bajo Llobregat y Hospitalet de Llobregat.
Esta estrategia editorial duró de 1982 a 1985. El Periódico de Catalunya decidió cerrar esta experiencia, a pesar del aumento de las ventas en la comarca. La revista El Llobregat recogió el relevo del primer El Llobregat (publicado en 1986) y Tribuna (1996).

### Primeros años y actualidad
En 2006, Xavier Pérez Llorca registró y fundó la actual cabecera de El Llobregat como medio de comunicación comarcal, con redacción en San Baudilio de Llobregat. Nació como una cabecera generalista, con noticias y secciones dedicadas a la economía y política de la comarca, aunque también se atendía a la cultura y al entretenimiento. Una parte más importante de la publicación son los reportajes y los entrevistas a personajes destacados. 
Más adelante nació la edición digital, con una apuesta por aproximarse a la actualidad diaria, centrada en las comarcas del Bajo Llobregat y Hospitalet de Llobregat. La web se creó en 2010 y fue Andrés Durán el responsable de informática y redes sociales de la publicación, quien dirigió la incursión y el impulso de la web.
En 2013 se incorpora, como director de la revista, el periodista Imanol Encrespo, cargo que ejerció hasta mayo de 2018. Durante estos años, y con el asesoramiento del periodista Joan Carles Valero, El Llobregat se convirtió en el medio escrito de referencia en el Bajo Llobregat y Hospitalet de Llobregat.
En septiembre de 2016, la publicación llega a un acuerdo de distribución con el diario La Vanguardia. El primer viernes de cada mes El Llobregat se reparte junto con un ejemplar del diario barcelonés, líder de la prensa escrita de Cataluña.
En mayo de 2018, Francisco Javier Rodríguez sustituyó en la dirección a Imanol Encrespo, dando continuidad al modelo de la cabecera, sin olvidarse de la revista digital y las redes sociales. En abril de 2020, se hizo cargo de la dirección el también periodista Xavier Adell.

## Premios y reconocimientos
El año 2016, la publicación fue galardonada como Mejor Publicación Gratuita de España en la edición número XX de los Premios de la Asociación Española de Ediciones y Publicaciones Periódicas.

## Otros acontecimientos
La publicación organizó los primeros Premios El Llobregat de su historia en 2015, para reconocer a las personalidades y a las entidades más destacadas de sus comarcas de difusión. Desde entonces se celebra de manera anual, con un total de 18 nominados y 6 premiados en cada edición.
En diciembre de 2019, El Llobregat celebró la primera edición del torneo internacional de ajedrez Llobregat Open Chess Tournament, donde participaron más de 200 jugadores de cuarenta países. El indio Narayanan SL se llevó la victoria en esta primera edición.